# ريمي أديكو
ريمي أديكو مارسيل (بالفرنسية: Rémi Adiko)‏ (15 يناير 1981 في ياموسو كرو)، لاعب كرة قدم عاجي، يلعب حالياً في نادي المريخ السوداني .

## روابط خارجية
- ريمي أديكو على موقع قاعدة بيانات كرة القدم.إي يو (الإنجليزية)